# Discografia dei Muse
La discografia dei Muse, gruppo musicale britannico, è costituita da nove album in studio, due dal vivo, due raccolte, sei EP e oltre quaranta singoli, pubblicati tra il 1998 e il 2022.
Oltre ad essi vanno conteggiati anche tre album video e oltre cinquanta video musicali.

## Album

### Album in studio
| Anno                                                                          | Titolo | Classifiche | Classifiche | Classifiche | Classifiche | Classifiche | Classifiche | Classifiche | Classifiche | Classifiche | Classifiche | Classifiche | Classifiche | Classifiche | Certificazioni                                                                                                  |
| Anno                                                                          | Titolo | UK          | AUS         | FIN         | FRA         | GER         | IRL         | ITA         | NLD         | NOR         | NZ          | SPA         | SWI         | USA         | Certificazioni                                                                                                  |
| ----------------------------------------------------------------------------- | --- | ----------- | ----------- | ----------- | ----------- | ----------- | ----------- | ----------- | ----------- | ----------- | ----------- | ----------- | ----------- | ----------- | --- |
| 1999                                                                          | Showbiz - Pubblicato: 4 ottobre 1999 - Etichetta: Taste Media, Mushroom - Formati: CD, 2 CD, 2 LP, download digitale, streaming                     | 29          | 28          | —           | 59          | —           | 46          | 87          | 53          | 38          | —           | —           | —           | —           | - AUS: Oro - UK: Platino                                                                                        |
| 2001                                                                          | Origin of Symmetry - Pubblicato: 17 luglio 2001 - Etichetta: Taste Media, Mushroom - Formati: CD, 2 LP, download digitale, streaming                | 3           | 22          | —           | 2           | 17          | 3           | 5           | 19          | 11          | 43          | —           | 14          | 161         | - AUS: Platino - GER: Oro - ITA: Oro - SWI: Oro - UK: Platino (2)                                               |
| 2003                                                                          | Absolution - Pubblicato: 29 settembre 2003 - Etichetta: Taste Media, East West - Formati: CD, 2 LP, download digitale, streaming                    | 1           | 21          | 12          | 1           | 11          | 3           | 4           | 2           | 5           | 17          | 100         | 3           | 107         | - AUS: Platino - CAN: Oro - GER: Oro - ITA: Oro - SWI: Oro - UK: Platino (3) - USA: Platino                     |
| 2006                                                                          | Black Holes & Revelations - Pubblicato: 3 luglio 2006 - Etichetta: Warner Bros., Helium-3 - Formati: CD, CD+DVD, 2 LP, download digitale, streaming | 1           | 1           | 3           | 2           | 4           | 1           | 2           | 2           | 6           | 6           | 20          | 1           | 9           | - AUS: Platino - CAN: Platino - GER: Oro - ITA: Platino - SWI: Platino - UK: Platino (4) - USA: Platino         |
| 2009                                                                          | The Resistance - Pubblicato: 14 settembre 2009 - Etichetta: Warner Bros., Helium-3 - Formati: CD, CD+DVD, 2 LP, download digitale, streaming        | 1           | 1           | 3           | 1           | 1           | 1           | 1           | 1           | 1           | 1           | 2           | 1           | 3           | - AUS: Platino - CAN: Platino - GER: Platino - ITA: Platino (2) - SWI: Platino - UK: Platino (2) - USA: Platino |
| 2012                                                                          | The 2nd Law - Pubblicato: 1º ottobre 2012 - Etichetta: Warner Bros., Helium-3 - Formati: CD, CD+DVD, 2 LP, download digitale, streaming             | 1           | 2           | 1           | 1           | 2           | 2           | 1           | 1           | 1           | 1           | 2           | 1           | 2           | - CAN: Platino - GER: Oro - ITA: Platino (2) - SWI: Platino - UK: Platino - USA: Oro                            |
| 2015                                                                          | Drones - Pubblicato: 8 giugno 2015 - Etichetta: Warner Bros., Helium-3 - Formati: CD, CD+DVD, 2 LP, 2 LP+CD+DVD, MC, download digitale, streaming   | 1           | 1           | 1           | 1           | 3           | 1           | 2           | 1           | 1           | 1           | 3           | 1           | 1           | - AUS: Oro - CAN: Oro - FRA: Platino (2) - ITA: Platino - SWI: Platino - UK: Oro                                |
| 2018                                                                          | Simulation Theory - Pubblicato: 9 novembre 2018 - Etichetta: Warner Bros., Helium-3 - Formati: CD, LP, 2 CD+2 LP, MC, download digitale, streaming  | 1           | 7           | 3           | 3           | 4           | 5           | 2           | 1           | 17          | 4           | 4           | 1           | 12          | - FRA: Platino - ITA: Oro - UK: Oro                                                                             |
| 2022                                                                          | Will of the People - Pubblicato: 26 agosto 2022 - Etichetta: Warner Bros., Helium-3 - Formati: CD, LP, MC, download digitale, streaming             | 1           | 1           | 2           | 1           | 2           | 2           | 1           | 2           | 16          | 1           | 2           | 1           | 15          | - FRA: Platino - UK: Oro                                                                                        |
| "—" indica una pubblicazione non classificata o non pubblicata in quel Paese. | |             |             |             |             |             |             |             |             |             |             |             |             |             | |

### Album dal vivo
| Anno | Titolo | Classifiche | Classifiche | Classifiche | Classifiche | Classifiche | Classifiche | Classifiche | Classifiche | Classifiche | Classifiche | Classifiche | Certificazioni       |
| Anno | Titolo | UK          | BEL (FL)    | FRA         | GER         | IRL         | ITA         | NLD         | NOR         | SPA         | SWI         | USA         | Certificazioni       |
| ---- | --- | ----------- | ----------- | ----------- | ----------- | ----------- | ----------- | ----------- | ----------- | ----------- | ----------- | ----------- | -------------------- |
| 2008 | HAARP - Pubblicato: 17 marzo 2008 - Etichetta: Warner Bros., Helium-3 - Formati: CD+DVD, download digitale                          | 2           | 3           | 3           | 27          | 5           | 5           | 4           | 2           | 24          | 6           | 46          | - UK: Oro - USA: Oro |
| 2013 | Live at Rome Olympic Stadium - Pubblicato: 2 dicembre 2013 - Etichetta: Warner Bros., Helium-3 - Formati: CD+DVD, download digitale | 36          | 12          | 7           | 26          | 81          | 8           | 7           | 26          | 22          | 14          | 115         | - ITA: Oro           |

### Raccolte
| Anno                                                                          | Titolo | Classifiche | Classifiche | Classifiche | Classifiche | Classifiche | Classifiche | Classifiche | Classifiche | Classifiche | Certificazioni |
| Anno                                                                          | Titolo | UK          | AUS         | FRA         | GER         | IRL         | ITA         | NLD         | NOR         | SWI         | Certificazioni |
| ----------------------------------------------------------------------------- | --- | ----------- | ----------- | ----------- | ----------- | ----------- | ----------- | ----------- | ----------- | ----------- | -------------- |
| 2002                                                                          | Hullabaloo Soundtrack - Pubblicato: 30 giugno 2002 - Etichetta: Taste Media, Mushroom - Formati: 2 CD, download digitale | 10          | 38          | 9           | 47          | 11          | 29          | 23          | 26          | 12          | - UK: Oro      |
| 2019                                                                          | Origin of Muse - Pubblicato: 6 dicembre 2019 - Etichetta: Warner - Formati: 4 LP+9 CD                                    | 70          | —           | —           | 48          | 85          | 100         | 58          | —           | 34          |                |
| "—" indica una pubblicazione non classificata o non pubblicata in quel Paese. | |             |             |             |             |             |             |             |             |             |                |

## Extended play
| Anno | Titolo |
| ---- | --- |
| 1998 | Muse - Pubblicato: 1º marzo 1998 - Etichetta: Dangerous - Formati: CD                                        |
| 1999 | Muscle Museum EP - Pubblicato: 11 gennaio 1999 - Etichetta: Dangerous - Formati: CD                          |
| 2000 | Random 1-8 - Pubblicato: 4 ottobre 2000 - Etichetta: Taste Media, Avex Trax - Formati: CD                    |
| 2012 | Summer Stadiums 2010 EP - Pubblicato 18 novembre 2012 - Etichetta: Warner Bros. - Formati: download digitale |
| 2015 | Live at Koln - Gloria Theatre - Pubblicato 24 settembre 2015 - Etichetta: Warner Bros. - Formati: streaming  |
| 2019 | Spotify Singles - Pubblicato 9 gennaio 2019 - Etichetta: Warner Bros. - Formati: streaming                   |

## Singoli
| Anno                                                                          | Titolo                                                   | Classifiche | Classifiche | Classifiche | Classifiche | Classifiche | Classifiche | Classifiche | Classifiche | Classifiche | Classifiche | Certificazioni                                                                   | Album di provenienza                                            |
| Anno                                                                          | Titolo                                                   | UK          | AUS         | FRA         | IRL         | ITA         | NLD         | NOR         | SWI         | USA         | USA Alt.    | Certificazioni                                                                   | Album di provenienza                                            |
| ----------------------------------------------------------------------------- | -------------------------------------------------------- | ----------- | ----------- | ----------- | ----------- | ----------- | ----------- | ----------- | ----------- | ----------- | ----------- | -------------------------------------------------------------------------------- | --------------------------------------------------------------- |
| 1999                                                                          | Uno                                                      | 73          | —           | —           | —           | —           | —           | —           | —           | —           | —           |                                                                                  | Showbiz                                                         |
| 1999                                                                          | Cave                                                     | 52          | —           | —           | —           | —           | —           | —           | —           | —           | —           |                                                                                  | Showbiz                                                         |
| 1999                                                                          | Muscle Museum                                            | 25          | —           | —           | —           | —           | 100         | —           | —           | —           | —           |                                                                                  | Showbiz                                                         |
| 2000                                                                          | Sunburn                                                  | 22          | —           | —           | —           | —           | —           | —           | —           | —           | —           |                                                                                  | Showbiz                                                         |
| 2000                                                                          | Unintended                                               | 20          | —           | —           | —           | —           | 99          | 5           | —           | —           | —           |                                                                                  | Showbiz                                                         |
| 2001                                                                          | Plug in Baby                                             | 11          | 57          | 40          | 44          | 42          | 63          | —           | 88          | —           | —           | - UK: Oro                                                                        | Origin of Symmetry                                              |
| 2001                                                                          | New Born                                                 | 12          | —           | 65          | 35          | 39          | —           | —           | —           | —           | —           |                                                                                  | Origin of Symmetry                                              |
| 2001                                                                          | Bliss                                                    | 22          | —           | 87          | —           | —           | 70          | —           | —           | —           | —           |                                                                                  | Origin of Symmetry                                              |
| 2001                                                                          | Hyper Music/Feeling Good                                 | 24          | —           | —           | —           | —           | —           | —           | —           | —           | —           | - UK: Oro                                                                        | Origin of Symmetry                                              |
| 2002                                                                          | Dead Star/In Your World                                  | 13          | —           | 76          | 32          | —           | 69          | —           | —           | —           | —           |                                                                                  | Hullabaloo Soundtrack                                           |
| 2003                                                                          | Stockholm Syndrome                                       | 31          | —           | —           | —           | —           | —           | —           | —           | —           | 31          |                                                                                  | Absolution                                                      |
| 2003                                                                          | Time Is Running Out                                      | 8           | —           | 58          | 26          | 14          | 50          | —           | 38          | —           | 9           | - ITA: Platino - UK: Oro - USA: Oro                                              | Absolution                                                      |
| 2003                                                                          | Hysteria                                                 | 17          | 61          | 77          | —           | 31          | 92          | —           | —           | 118         | 9           | - ITA: Oro - UK: Oro                                                             | Absolution                                                      |
| 2004                                                                          | Sing for Absolution                                      | 16          | —           | 47          | 36          | 45          | 7           | —           | —           | —           | —           |                                                                                  | Absolution                                                      |
| 2004                                                                          | Butterflies & Hurricanes                                 | 14          | —           | 70          | 38          | —           | 29          | —           | —           | —           | —           |                                                                                  | Absolution                                                      |
| 2006                                                                          | Supermassive Black Hole                                  | 4           | 34          | 51          | 16          | 9           | 39          | —           | 33          | —           | 6           | - CAN: Oro - ITA: Platino - UK: Platino (2) - USA: Platino                       | Black Holes & Revelations                                       |
| 2006                                                                          | Starlight                                                | 13          | 46          | 26          | 23          | 13          | 52          | 10          | 30          | 101         | 2           | - CAN: Oro - ITA: Platino - SWI: Oro - UK: Oro - USA: Platino                    | Black Holes & Revelations                                       |
| 2006                                                                          | Knights of Cydonia                                       | 10          | —           | —           | —           | —           | 91          | 20          | —           | —           | 10          | - UK: Oro - USA: Oro                                                             | Black Holes & Revelations                                       |
| 2007                                                                          | Invincible                                               | 21          | —           | 89          | —           | —           | —           | —           | —           | —           | —           |                                                                                  | Black Holes & Revelations                                       |
| 2007                                                                          | Map of the Problematique                                 | 18          | —           | —           | —           | —           | —           | —           | —           | —           | —           |                                                                                  | Black Holes & Revelations                                       |
| 2009                                                                          | Uprising                                                 | 9           | 23          | 8           | 11          | 14          | 22          | 4           | 8           | 37          | 1           | - AUS: Oro - CAN: Oro - ITA: Platino - SWI: Platino - UK: Platino - USA: Platino | The Resistance                                                  |
| 2009                                                                          | Undisclosed Desires                                      | 49          | 11          | —           | —           | 21          | 70          | —           | 21          | —           | 4           | - AUS: Platino - ITA: Oro - UK: Argento                                          | The Resistance                                                  |
| 2010                                                                          | Resistance                                               | 38          | 72          | —           | —           | —           | 51          | —           | —           | 114         | 1           | - USA: Oro                                                                       | The Resistance                                                  |
| 2010                                                                          | Exogenesis: Symphony                                     | —           | —           | —           | —           | —           | —           | —           | —           | —           | —           |                                                                                  | The Resistance                                                  |
| 2010                                                                          | Neutron Star Collision (Love Is Forever)                 | 11          | 37          | —           | 35          | 10          | 25          | 10          | 36          | 77          | 14          | - ITA: Oro                                                                       | The Twilight Saga: Eclipse (Original Motion Picture Soundtrack) |
| 2012                                                                          | Survival                                                 | 22          | —           | 18          | 68          | —           | 12          | —           | 40          | —           | —           |                                                                                  | A Symphony of British Music                                     |
| 2012                                                                          | Madness                                                  | 25          | —           | 14          | —           | 9           | 33          | —           | 27          | 45          | 1           | - CAN: Platino - ITA: Platino - SWI: Oro - UK: Argento - USA: Platino (2)        | The 2nd Law                                                     |
| 2012                                                                          | Follow Me                                                | —           | —           | 56          | —           | —           | —           | —           | —           | —           | 19          |                                                                                  | The 2nd Law                                                     |
| 2013                                                                          | Supremacy                                                | 58          | —           | 84          | —           | —           | —           | —           | 58          | —           | —           |                                                                                  | The 2nd Law                                                     |
| 2013                                                                          | Panic Station                                            | —           | —           | 150         | —           | —           | —           | —           | —           | —           | 2           |                                                                                  | The 2nd Law                                                     |
| 2015                                                                          | Dead Inside                                              | 71          | —           | 23          | —           | 53          | —           | —           | 44          | 111         | 1           | - ITA: Oro                                                                       | Drones                                                          |
| 2015                                                                          | Mercy                                                    | 126         | —           | 40          | —           | —           | —           | —           | —           | —           | 10          |                                                                                  | Drones                                                          |
| 2016                                                                          | Revolt                                                   | —           | —           | —           | —           | —           | —           | —           | —           | —           | —           |                                                                                  | Drones                                                          |
| 2016                                                                          | Aftermath                                                | —           | —           | —           | —           | —           | —           | —           | —           | —           | —           |                                                                                  | Drones                                                          |
| 2016                                                                          | Reapers                                                  | 127         | —           | 75          | —           | —           | —           | —           | 71          | —           | —           |                                                                                  | Drones                                                          |
| 2017                                                                          | Dig Down                                                 | —           | —           | 35          | —           | —           | —           | —           | 47          | —           | 3           |                                                                                  | Simulation Theory                                               |
| 2018                                                                          | Thought Contagion                                        | 76          | —           | 7           | —           | —           | —           | —           | 24          | —           | 1           |                                                                                  | Simulation Theory                                               |
| 2018                                                                          | Something Human                                          | —           | —           | 17          | —           | —           | —           | —           | 77          | —           | 10          |                                                                                  | Simulation Theory                                               |
| 2018                                                                          | The Dark Side                                            | —           | —           | 115         | —           | —           | —           | —           | 74          | —           | —           |                                                                                  | Simulation Theory                                               |
| 2018                                                                          | Pressure                                                 | 96          | —           | 165         | —           | —           | —           | —           | —           | —           | 18          |                                                                                  | Simulation Theory                                               |
| 2019                                                                          | Get Up and Fight                                         | —           | —           | —           | —           | —           | —           | —           | —           | —           | —           |                                                                                  | Simulation Theory                                               |
| 2022                                                                          | Won't Stand Down                                         | 56          | —           | 118         | —           | —           | —           | —           | 46          | —           | 3           |                                                                                  | Will of the People                                              |
| 2022                                                                          | Compliance                                               | —           | —           | —           | —           | —           | —           | —           | —           | —           | 18          |                                                                                  | Will of the People                                              |
| 2022                                                                          | Will of the People                                       | —           | —           | —           | —           | —           | —           | —           | —           | —           | —           |                                                                                  | Will of the People                                              |
| 2022                                                                          | Kill or Be Killed                                        | —           | —           | —           | —           | —           | —           | —           | —           | —           | —           |                                                                                  | Will of the People                                              |
| 2022                                                                          | You Make Me Feel Like It's Halloween                     | —           | —           | —           | —           | —           | —           | —           | —           | —           | —           |                                                                                  | Will of the People                                              |
| 2022                                                                          | Ghosts (How Can I Move On) (feat. Elisa o Mylène Farmer) | —           | —           | —           | —           | —           | —           | —           | —           | —           | —           |                                                                                  | Will of the People                                              |
| 2023                                                                          | Euphoria                                                 | —           | —           | —           | —           | —           | —           | —           | —           | —           | —           |                                                                                  | Will of the People                                              |
| 2025                                                                          | Unravelling                                              | —           | —           | —           | —           | —           | —           | —           | —           | —           | —           |                                                                                  | /                                                               |
| "—" indica una pubblicazione non classificata o non pubblicata in quel Paese. |                                                          |             |             |             |             |             |             |             |             |             |             |                                                                                  |                                                                 |

## Altri brani entrati in classifica
| Anno                                                                          | Titolo                     | Classifiche | Classifiche | Classifiche | Classifiche | Classifiche | Classifiche | Classifiche | Classifiche | Certificazioni       | Album di provenienza |
| Anno                                                                          | Titolo                     | UK          | UK Rock     | AUS         | FRA         | NLD         | SWI         | USA Alt.    | USA Rock    | Certificazioni       | Album di provenienza |
| ----------------------------------------------------------------------------- | -------------------------- | ----------- | ----------- | ----------- | ----------- | ----------- | ----------- | ----------- | ----------- | -------------------- | -------------------- |
| 2001                                                                          | Citizen Erased             | 122         | —           | —           | —           | —           | —           | —           | —           |                      | Origin of Symmetry   |
| 2012                                                                          | The 2nd Law: Unsustainable | —           | —           | —           | 100         | —           | —           | —           | —           |                      | The 2nd Law          |
| 2015                                                                          | Psycho                     | 55          | 1           | 44          | 13          | 58          | 13          | 39          | 18          | - ITA: Oro - UK: Oro | Drones               |
| 2015                                                                          | The Handler                | 139         | —           | —           | 64          | —           | —           | —           | —           |                      | Drones               |
| 2015                                                                          | [JFK]                      | —           | 18          | —           | —           | —           | —           | —           | —           |                      | Drones               |
| 2015                                                                          | Defector                   | —           | —           | —           | 85          | —           | —           | —           | —           |                      | Drones               |
| 2015                                                                          | Drones                     | —           | 24          | —           | —           | —           | —           | —           | —           |                      | Drones               |
| 2018                                                                          | Algorithm                  | 97          | —           | —           | —           | —           | —           | —           | —           |                      | Simulation Theory    |
| "—" indica una pubblicazione non classificata o non pubblicata in quel Paese. |                            |             |             |             |             |             |             |             |             |                      |                      |

## Videografia

### Album video
| Anno | Titolo | Certificazione |
| ---- | --- | -------------- |
| 2002 | Hullabaloo: Live at Le Zenith, Paris - Pubblicato: 1º luglio 2002 - Etichetta: Taste Media, Mushroom - Formati: 2 DVD | - UK: Oro      |
| 2005 | Absolution Tour - Pubblicato: 12 dicembre 2005 - Etichetta: Taste Media, East West - Formati: DVD                     | - UK: Platino  |
| 2020 | Simulation Theory (Live) - Pubblicato: 21 agosto 2020 - Etichetta: Eagle Rock - Formati: download digitale, BD+LP+MC  |                |

### Video musicali
| Anno | Titolo                                         | Regista                      |
| ---- | ---------------------------------------------- | ---------------------------- |
| 1999 | Uno (prima versione)                           |                              |
| 1999 | Uno (seconda versione)                         | Wolf Gresenz e Bernard Wedig |
| 1999 | Uno (terza versione)                           |                              |
| 1999 | Muscle Museum                                  | Joseph Kahn                  |
| 2000 | Sunburn                                        | Nick Gordon                  |
| 2000 | Unintended                                     | Howard Greenhalgh            |
| 2001 | Plug in Baby                                   | Howard Greenhalgh            |
| 2001 | New Born                                       | David Slade                  |
| 2001 | Bliss                                          | David Slade                  |
| 2001 | Hyper Music                                    | David Slade                  |
| 2001 | Feeling Good                                   | David Slade                  |
| 2002 | Dead Star                                      | Thomas Kirk                  |
| 2002 | In Your World                                  | Matt Askem                   |
| 2003 | Stockholm Syndrome                             | Thomas Kirk                  |
| 2003 | Stockholm Syndrome (versione statunitense)     | Patrick Daughters            |
| 2003 | Time Is Running Out                            | John Hillcoat                |
| 2003 | Time Is Running Out (versione statunitense)    | Thomas Kirk                  |
| 2003 | Hysteria                                       | Matt Kirby                   |
| 2003 | Hysteria (versione statunitense)               |                              |
| 2004 | Sing for Absolution                            | Ark VFX                      |
| 2004 | Apocalypse Please                              | Thomas Kirk                  |
| 2004 | Butterflies and Hurricanes                     | Thomas Kirk                  |
| 2006 | Supermassive Black Hole                        | Floria Sigismondi            |
| 2006 | Supermassive Black Hole (versione alternativa) | Thomas Kirk                  |
| 2006 | Knights of Cydonia                             | Joseph Kahn                  |
| 2006 | Starlight                                      | Paul Minor                   |
| 2007 | Invincible                                     | Jonnie Ross                  |
| 2009 | Uprising                                       | Hydra                        |
| 2009 | Undisclosed Desires                            | Jonas et François            |
| 2010 | Resistance                                     | Wayne Isham                  |
| 2010 | Neutron Star Collision (Love Is Forever)       | Anthony Mandler              |
| 2010 | MK Ultra                                       | MTV Exit                     |
| 2012 | The 2nd Law: Unsustainable                     | Thomas Kirk                  |
| 2012 | Madness                                        | Anthony Mandler              |
| 2012 | The 2nd Law: Isolated System                   | Thomas Kirk                  |
| 2012 | Exogenesis: Symphony Part 3 (Redemption)       | Tekken                       |
| 2012 | Follow Me                                      | Tekken                       |
| 2013 | Supremacy                                      | Terry Hall                   |
| 2013 | Animals                                        | Inês Freitas e Miguel Mendes |
| 2013 | Panic Station                                  | Muse                         |
| 2015 | Dead Inside                                    | Robert Hales                 |
| 2015 | Mercy                                          | Sing J Lee                   |
| 2015 | Revolt                                         | Guy Shelmerdine              |
| 2016 | Aftermath                                      | Tekken                       |
| 2016 | New Kind of Kick                               | Tom Kirk                     |
| 2017 | Dig Down                                       | Lance Drake                  |
| 2018 | Thought Contagion                              | Lance Drake                  |
| 2018 | Something Human                                | Lance Drake                  |
| 2018 | The Dark Side                                  | Lance Drake                  |
| 2018 | Pressure                                       | Lance Drake                  |
| 2018 | Algorithm                                      | Lance Drake                  |
| 2018 | Break It to Me                                 | Lance Drake                  |
| 2018 | Blockades                                      | Lance Drake                  |
| 2022 | Won't Stand Down                               | Jared Hogan                  |
| 2022 | Compliance                                     | Jeremi Durand                |
| 2022 | Will of the People                             | Tom Teller                   |
| 2022 | You Make Me Feel Like It's Halloween           | Tom Teller                   |